# Decandioyldichlorid
Decandioyldichlorid ist das bis-Carbonsäurechlorid der Decandisäure (Sebacinsäure).

## Eigenschaften
Decandioyldichlorid ist eine farblose Flüssigkeit mit stechendem Geruch und löslich in Kohlenwasserstoffen und Diethylether. Decandioyldichlorid ist ätzend; wie alle Carbonsäurechloride hydrolysiert es in Wasser unter Freisetzung von Chlorwasserstoff. Es ist jedoch weniger hydrolyseempfindlich als kürzerkettige aliphatische Carbonsäurechloride.
Decandioyldichlorid besitzt einen Flammpunkt von 113 °C.

## Herstellung
Decandioyldichlorid kann durch Reaktion von Decandisäure in einem Überschuss von Thionylchlorid hergestellt werden. Verbliebenes Thionylchlorid kann nach der Reaktion durch Destillation entfernt werden.

## Verwendung
Decandioyldichlorid kann mit Hexamethylendiamin zu Nylon-6,10 polykondensiert werden.